# Chicago P.D. (seizoen 4)
Dit artikel vat het vierde seizoen van Chicago P.D. samen. Dit seizoen liep van 21 september 2016 tot en met 17 mei 2017 en bevat drieëntwintig afleveringen. 

## Rolverdeling

### Hoofdrollen
- Jason Beghe - brigadier Henry "Hank" Voight
- Amy Morton - brigadier Trudy Platt
- Jon Seda - rechercheur Antonio Dawson
- Sophia Bush - rechercheur Erin Lindsay
- Jesse Lee Soffer - rechercheur Jay Halstead
- Elias Koteas - rechercheur Alvin Olinsky
- Patrick Flueger - agent Adam Ruzek
- Marina Squerciati - agente Kim Burgess
- LaRoyce Hawkins - agent Kevin Atwater
- Li Jun Li - agente Julie Tay

### Terugkerende rollen
- Samuel Hunt - Greg "Mouse" Gurwitch
- Barbara Eve Harris - commandant Emma Crowley
- Ian Bedford - commandant Ed Fogel
- Jesse Spencer - luitenant Matthew Casey
- Christian Stolte - brandweerman Randy "Mouch" McHolland
- Colin Donnell - dr. Connor Rhodes
- Brian Tee - dr. Ethan Choi
- Nick Gehlfuss - dr. Will Halstead
- Marlyne Barrett - Maggie Lockwood
- Kevin Kane - agent Mike Sorenson
- Markie Post - Barbara 'Bunny' Fletcher
- Nick Wechsler - rechercheur Kenny Rixton
- Chris Agos - ASA Steve Kot
- Esai Morales - directeur Lugo

## Afleveringen
| Nr. | Aflevering | Titel                                | Regisseur            | Schrijver(s)                     | Selectie gastrollen | Uitzenddatum      |  |
| --- | ---------- | ------------------------------------ | -------------------- | -------------------------------- | --- | ----------------- |  |
| 62 | 1          | The Silos                            | Mark Tinker          | Matt Olmstead                    | James Andrew O'Connor - Ted Berner Marilyn Bass - Ally Berner Stephanie Kurtzuba - rechercheur Ricci Caroline Neff - Olive Morgan Voight                                                    | 21 september 2016 |  |
| Voight worstelt met zijn emoties na de dood van zijn zoon Justin, Lindsay probeert de waarheid over de gebeurtenissen van zijn dood voor zich te houden. Ondertussen voert de afdeling interne zaken een onderzoek uit naar deze gebeurtenissen. Het team voert een onderzoek uit naar een gifzaak, later blijkt het een moordzaak te zijn. Burgess maakt kennis met haar nieuwe werkpartner, agente Julie Tay. |            |                                      |                      |                                  | |                   |  |
| 63 | 2          | Made a Wrong Turn                    | Fred Berner          | Craig Gore Tim Walsh             | Sam Straley - Nathan Ward Amanda Raudabaugh - Sarah Murphy Norm Boucher - Ron Murphy Michael B. Woods - Bobby Trent LaNisa Renee Frederick - Bebe Willis                                    | 28 september 2016 |  |
| Op de heetste dag van het jaar wordt er een vrouw vermist in een beruchte Afro-Amerikaanse wijk, het team gaat op onderzoek uit. Ondertussen wordt Platt geconfronteerd met commandant Fogel, die wil Tay straffen voor haar afwijzing op zijn advances. Mouse maakt bekend dat hij overweegt om terug te keren naar het leger. |            |                                      |                      |                                  | |                   |  |
| 64 | 3          | All Cylinders Firing                 | Nick Gomez           | Mike Weiss                       | Chelcie Ross - Robert Platt Matt DeCaro - agent Delaney Yuri Sardarov - brandweerman Brian Zvonecek                                                                                         | 5 oktober 2016    |  |
| Platt wordt, terwijl zij naar haar auto loopt, gewelddadig overvallen, het team gaat snel op jacht naar de dader. Tijdens het onderzoek ontdekken zij het doodgeslagen lichaam van haar vader, zij vermoeden dat zijn veel jongere vriendin hier een rol in speelt. Ondertussen lukt het Platt, door een fout van Burgess, te ontsnappen uit het ziekenhuis om wraak te zoeken voor haar vader. |            |                                      |                      |                                  | |                   |  |
| 65 | 4          | Big Friends, Big Enemies             | Rohn Schmidt         | Gwen Sigan                       | Landree Fleming - Jenny Barcles Saul Huezo - Luis Garza Al'Jaleel McGhee - Bird Messiah Equiano - Mark 'Markey' Caines                                                                      | 12 oktober 2016   |  |
| Na een schietpartij uit een rijdende auto wordt een lokale rapper dood gevonden, het team gaat snel op onderzoek uit. Voight denkt eerst dat een terroristengroep hiervoor verantwoordelijk is. Na een tweede schietpartij vermoedt het team dat er een bendeoorlog gaande is. Ondertussen ziet Burgess de jongere broer van Atwater terwijl zij een groep verdachten observeert. |            |                                      |                      |                                  | |                   |  |
| 66 | 5          | A War Zone                           | Eriq La Salle        | Tiller Russell                   | Brendan Dooling - Scott 'Scoot' Fitzgerald Marcus Giamatti - Gerry Abraham Lim - Tony Chin                                                                                                  | 26 oktober 2016   |  |
| Wanneer een lichaam wordt gevonden met een tas vol fentanyl, een medicijn dat wordt gelinkt aan een reeks drugsoverdosissen in Chicago, gaat het team op onderzoek uit. Ondertussen vertelt Platt aan Tay dat zij teruggeplaatst is naar haar eerdere functie. Mouse veroorzaakt een spanning in het team, wanneer hij doorgaat met het laten verdwijnen van zijn eerdere veroordeling zodat zij terug kan naar het leger. |            |                                      |                      |                                  | |                   |  |
| 67 | 6          | Some Friend                          | Mark Tinker          | Timothy J. Sexton                | Billy Burke - Jake McCoy Matt McTighe - Freddy Mays | 9 november 2016   |  |
| Wanneer Burgess en haar nieuwe partner Sorenson reageren op een melding van geluidsoverlast, vinden zij daar het lichaam van een dood meisje. Het team neemt het onderzoek over, en ontdekken dat de woning behoort aan de bekende lokale basketbalspeler Jake McCoy en oude vriend van Olinsky. Ondertussen krijgt Lindsay mysterieuze boodschappen met madeliefjes, en Halstead ontdekt dat deze van een bloemist komen kortbij een gevangenis in het noorden van Kansas. Lindsay vertelt dan dat haar vader in deze gevangenis zijn straf uitzat. |            |                                      |                      |                                  | |                   |  |
| 68 | 7          | 300,000 Likes                        | Charlotte Brandström | Jamie Pachino                    | Monica Raymund - Gabriela Dawson Gus Halper - Oliver Tuxhorn Paul Anthony Stewart - Dominick Cooke                                                                                          | 16 november 2016  |  |
| Wanneer de hoofdgetuige van een lopende verkrachtingszaak wordt vermoord, gaat het team op onderzoek uit. Ondertussen houden Burgess en Sorenson een onevenwichtige chauffeur aan die een rok, jarretels en een kuisheidsgordel draagt. Dit wordt gefilmd door hun bodycams en Sorenson zet deze beelden op Facebook. Dawson krijgt een baan als hoofdonderzoeker aangeboden door het advocatenkantoor van Peter Stone. |            |                                      |                      |                                  | |                   |  |
| 69 | 8          | A Shot Heard Around the World        | Terry Miller         | Matt Olmstead Gwen Sigan         | Eamonn Walker - Wallace Boden David Eigenberg - Christopher Herrmann Dave Thomas Brown - Carl Dougherty                                                                                     | 16 november 2016  |  |
| Het team gaat op jacht naar een professionele sluipschutter die al twee politieagenten heeft gedood. Ondertussen heeft Dawson het baanaanbod geaccepteerd, en krijgt nu te maken met de consequenties na het vertellen aan het team. Tijdens het afscheidsfeestje van Dawson vertelt Voight aan Burgess dat hij haar graag bij het team wil hebben. Lindsay krijgt van haar moeder te horen dat haar biologische vader in de stad is, en haar graag wil ontmoeten. |            |                                      |                      |                                  | |                   |  |
| 70 | 9          | Don't Bury This Case                 | Cherie Nowlan        | Craig Gore Tim Walsh             | Taylor Kinney - Kelly Severide Mike Schminke - Greene Greg Tarzan Davis - Reece Timothy V. Murphy -                                                                                         | 3 januari 2017    |  |
| Deze aflevering is een cross-over met Chicago Fire. Luitenant Severide wordt beschuldigd van een aanrijding waarna hij is weggereden. Later wordt de aanklacht echter nog zwaarder als een jong kind hierdoor aan zijn verwondingen overlijdt. Lindsay en Voight vermoeden dat Severide in de val wordt gelokt, en vriendschappen en relaties komen dan onder druk te staan tijdens hun onderzoek. Ondertussen begint Burgess met haar eerste dag bij het team, en komt dan meteen in aanvaring met Olinsky. Lindsay besluit haar biologische vader te gaan ontmoeten. |            |                                      |                      |                                  | |                   |  |
| 71 | 10         | Don't Read the News                  | Nick Gomez           | Mike Weiss                       | Tony Crane - Jimmy Sanguinetti Jossie Thacker - Deanna Lewis Chris McKinney - Franklin Barnes                                                                                               | 4 januari 2017    |  |
| Wanneer een jonge vrouw wordt vermoord gaat het team op onderzoek uit, en ontdekt dan dat deze moord waarschijnlijk een connectie heeft met een seriemoordenaar die al 10 vrouwen heeft vermoord. Ondertussen gaat Ruzek op een undercoveroperatie, en Voight stelt Kenny Rixton als zijn tijdelijke vervanger aan. Lindsay ontmoet eindelijk haar biologische vader. |            |                                      |                      |                                  | |                   |  |
| 72 | 11         | You Wish                             | Mark Tinker          | Tiller Russell                   | Tony Crane - Jimmy Sanguinetti Esau Pritchett - David Lowdell Jamila Velazquez - Emily Vega Jack Schumacher - James Moony                                                                   | 11 januari 2017   |  |
| Wanneer een seksmisdadiger bruut wordt vermoord gaat het team op onderzoek uit. Het onderzoek naar het verleden van het slachtoffer brengt het team in conflict met een speciale politie-eenheid, een privé eenheid dat privé eigendommen beschermt met eigen regels. Ondertussen voert Halstead, zonder medeweten van Lindsay, een DNA-test uit wat uitwijst dat Jimmy niet de biologische vader is van Lindsay. |            |                                      |                      |                                  | |                   |  |
| 73 | 12         | Sanctuary                            | John Hyams           | Timothy J. Sexton                | Zach Grenier - priester Bill McSorley Dan Donohue - Russell Tillman Kyle Hatley - Travis James David Eigenberg - Christopher Herrmann Torrey DeVitto - dr. Natalie Manning                  | 18 januari 2017   |  |
| Het team komt in een gecompliceerde situatie terecht, nadat een verdachte van de moord op een jogger bescherming zoekt in een kerk en de priester weigert de politie toegang tot de kerk. Rixton gaat achter de rug van Voight om hulp zoeken bij een bendelid die in verbinding staat met deze zaak, en wanneer Voight dit ontdekt is hij hier niet blij mee en geeft hem zijn laatste waarschuwing. Ondertussen treedt Atwater voor het eerst op als komiek bij café Molly's. |            |                                      |                      |                                  | |                   |  |
| 74 | 13         | I Remember Her Now                   | David Rodriguez      | Gwen Sigan                       | Danika Yarosh - Ellie Meg DeLacy - Tonya Whitley Ben Hopkins - Vince Charles Andrew Gardner - Michael Patrick Lane - Andrew Page                                                            | 8 februari 2017   |  |
| Wanneer een vijftienjarig meisje in een verlaten gebouw vermoord wordt gevonden, gaat het team op onderzoek uit. Het blijkt dat het slachtoffer deel nam aan een programma voor meisjes met problemen, en nu moet Halstead undercover gaan om zo te ontdekken of de moordenaar hiervandaan komt. Ondertussen krijgt Platt te horen dat zij in het verleden in contact was gekomen met het slachtoffer, en tot haar spijt kan zij hier niets meer van herinneren. Uit schaamte en respect wil zijn haar laatste wensen voor een begrafenis inwilligen. |            |                                      |                      |                                  | |                   |  |
| 75 | 14         | Seven Indictments                    | Mark Tinker          | Jamie Pachino                    | Krista Braun - Jane Framingham Izzy Diaz - Marvin Stephanie Branco - Roxanne Cabrera Patrick Mulvey - agent Bell Yaya DaCosta - April Sexton                                                | 15 februari 2017  |  |
| Wanneer een onherkenbaar lichaam wordt gevonden na een woningbrand, gaat het team op onderzoek uit. Zij kunnen echter geen getuigen vinden, en hebben het dan moeilijk met het vinden van de dader. Ondertussen raken de gemoederen verhit als Lindsay en Halstead ontdekken dat de oude afdeling van Rixton onder verdenking staat en verdenken Rixton ervan hen te zullen verraden. Platt wordt gestoken door een naald als zij een dakloze man wil helpen, en Ruzek keert terug bij het team na zijn undercoveroperatie. |            |                                      |                      |                                  | |                   |  |
| 76 | 15         | Favor, Affection, Malice or Ill-Will | Holly Dale           | Craig Gore Tim Walsh             | Bruce Altman - Howard Clarke Tom Pelphrey - Thomas Cade Saul Stein - Arnold Chiliwech Alina Jenine Taber - Lexi Olinsky Yuri Sardarov - Brian Zvonecek                                      | 22 februari 2017  |  |
| Een treurende vader wil wraak voor zijn vermoorde dochter en is op zoek naar een huurmoordenaar, Lindsay hoort hiervan en wil dat Olinsky undercover gaat als huurmoordenaar om zo de vader te stoppen. Ondertussen is Ruzek terug bij het team, en is verrast als hij ontdekt dat Voight hem terugzet als politieagent. Later krijgt hij van Rixton zijn baan bij het team aangeboden, dit omdat hij een andere baan heeft aangenomen bij de drugsafdeling. |            |                                      |                      |                                  | |                   |  |
| 77 | 16         | Emotional Proximity                  | Reza Tabrizi         | Matt Olmstead                    | Taylor Kinney - Kelly Severide Kara Killmer - Sylvie Brett Eamonn Walker - Wallace Boden Torrey DeVitto - Natalie Manning Philip Winchester - Peter Stone Alina Jenine Taber - Lexi Olinsky | 1 maart 2017      |  |
| Deze aflevering is een cross-over met Chicago Fire en Chicago Justice. Na de brand in het warenhuis waar Lexi, de dochter van Olinsky, zwaar gewond raakte gaat het team op onderzoek uit. In een uitputtend onderzoek proberen zij uit te vinden wie verantwoordelijk is voor de brand. Nadat Lexi overlijdt aan haar verwondingen is Olinsky ontroostbaar, en is vastbesloten de dader te vinden. Tijdens een wake voor de slachtoffers van de brand ziet Lindsay de dader onder de aanwezige, en kan hem arresteren. Het team draagt de dader over aan Dawson en Stone van het openbaar ministerie.                                                                                         |            |                                      |                      |                                  | |                   |  |
| 78 | 17         | Remember The Devil                   | Rohn Schmidt         | Mike Weiss                       | Laura Wiggins - Juliana Parks Marceline Hugot - Geraldine Crane Stephanie Fantauzzi - Abby McSweeney Marcus Choi - Daniel Jung Rachel DiPillo - dr. Sarah Reese                             | 22 maart 2017     |  |
| Wanneer een vrouw tegen haar wil werd vastgehouden in een container gaat het team op onderzoek uit, zij ontdekken al snel dat de vrouw niet wil meewerken. Na het verschijnen van een video realiseert het team dat er een tweede gijzeling plaatsvindt, en zij moeten nu een race aangaan met de tijd om haar te vinden. Ondertussen verschijnt een ex-vriendin van Halstead ten tonele in Chicago, en vertelt hem dat zij nog steeds getrouwd zijn. Olinsky begint weer met zijn werkzaamheden na de dood van zijn dochter. |            |                                      |                      |                                  | |                   |  |
| 79 | 18         | Little Bit of Light                  | Lin Oeding           | Gwen Sigan                       | Patrick Page - Calvin Huntley Kim Shaw - Sarah Jaines-Huntley Jules Willcox - Nicole Silver Aimee Laurence - Zoey Silver Michael B. Woods - Bobby Trent                                     | 29 maart 2017     |  |
| Het team onderzoekt de moord op de Night Crawler, een freelance videomaker die misdaden filmde. Nadat Olinsky en Ruzek verstopte filmmateriaal vinden, ontdekt het team al snel dat het slachtoffer een rijke familie afperste met een belastende video opname. Ondertussen is de zus van Burgess in Chicago, en zij maakt al meteen ruzie met Ruzek. Zij verkondigt ook aan Burgess dat zij bezig is om te scheiden van haar man. |            |                                      |                      |                                  | |                   |  |
| 80 | 19         | Last Minute Resistance               | John Hyams           | Timothy J. Sexton                | Jules Willcox - Nicole Silver Aimee Laurence Zoey Silver Tyler Ritter - Rex Goldwin Ned Bellamy - Arlen Pfister Thomas E. Sullivan - Keith Tasker                                           | 5 april 2017      |  |
| Na een nachtje stappen wordt Nicole, zus van Burgess, gedrogeerd en seksueel aangevallen. Het team gaat op onderzoek om de dader te vinden van deze aanval, en ontdekt dan dat een vriendin van Nicole wordt vermist. Later vinden zij de vriendin dood, en ontdekken dat zij samen met Nicole wilde ontsnappen aan hun aanvaller. Lindsay en Burgess gaan samen undercover om zo de dader te vinden. Wanneer een verdachte Burgess probeert te verkrachten valt het team binnen en kunnen hem arresteren. Nadat de dader is gearresteerd verlaat Burgess tijdelijk het team om voor haar zus te gaan zorgen.                                                                                  |            |                                      |                      |                                  | |                   |  |
| 81 | 20         | Grasping for Salvation               | David Rodriguez      | Tiller Russell                   | Brian Keane - Raymond McKinnon Lizze Broadway - JoJo McKinnon Dana Ashbrook - Mark Scalise Bowman Wright - Terrance Valentine Jasmine Carmichael - Sharice Valentine                        | 26 april 2017     |  |
| Wanneer een tiener wordt doodgeschoten begint het team een onderzoek, en al snel ontdekken zij dat het gebruikte wapen hetzelfde is als in een zaak van zeventienjaar geleden van Voight. De vader van het slachtoffer, een belangrijke advocaat, probeert het onderzoek bij Voight weg te halen. Dit zorgt ervoor dat Voight de zaak van zeventienjaar geleden weer opnieuw gaat onderzoeken, en zorgt voor wantrouwen naar zijn toenmalige partner. Als het team en Voight dicht bij de waarheid komen sleept zijn toenmalige partner hem voor een hoorzitting voor het niet opvolgen van directe bevelen.                                                                                   |            |                                      |                      |                                  | |                   |  |
| 82 | 21         | Fagin                                | Fred Berner          | Craig Gore Tim Walsh             | Tracy Spiridakos - rechercheur Hailey Upton Christopher B. Duncan - Lavar Spann Terrell Ransom jr. - Corey Jenkins Monica Raymund - Gabriela Dawson                                         | 3 mei 2017        |  |
| Lindsay en Halstead worden opgeroepen naar een ingang zijnde bankoverval. Het team opent dan het onderzoek naar de bankoverval. Rechercheur Hailey Upton van de afdeling overval-moord probeert de zaak over te nemen, maar directeur Lugo belooft Voight dat hij de zaak krijgt. Tijdens het onderzoek raakt Lindsay betrokken in een ander overval, en na een snelle beslissing schiet zij een van de overvallers neer. Het blijkt dat het slachtoffer lid was van een tienerbende, wat geleid wordt door een ex-bankovervaller. |            |                                      |                      |                                  | |                   |  |
| 83 | 22         | Army of One                          | John Whitesell       | Tiller Russell Timothy J. Sexton | Tracy Spiridakos - Hailey Upton Nora Dunn - dr. Richardson David Aaron Baker - Jeremy Pettigrew Lucas Kerr - Craig Gorman                                                                   | 10 mei 2017       |  |
| Het team onderzoekt de moord op een man dat live werd gestreamd werd op Facebook. Tijdens het onderzoek ontdekt het team dat het slachtoffer beschuldigd werd van verkrachting. Wanneer een tweede man, dat veroordeeld was, voor pedofilie ook vermoord wordt gaat Olinsky undercover om zo de dader te ontmaskeren. Nadat de dader gearresteerd wordt, en in hechtenis is genomen valt Lindsay hem aan. |            |                                      |                      |                                  | |                   |  |
| 84 | 23         | Fork in the Road                     | Mark Tinker          | Mike Weiss                       | Chandra West - Jennifer Spencer Tracy Spiridakos - Hailey Upton Kathy Scambiatterra - medisch onderzoeker Carmen Bertucci - Carmine Lupino                                                  | 17 mei 2017       |  |
| Tijdens het proces van interne zaken tegen Lindsay, ontvangt zij een verontrustend telefoontje van haar moeder die haar vriend neergeschoten heeft gevonden. Het team onderzoekt deze zaak en ontdekken al snel dat deze zaak in verbinding staat met highschoolstudenten, die een overdosis hadden genomen. Hierna vermoeden zij al snel dat de moeder van Lindsay meer betrokken is in deze zaak dan dat zij doet geloven. Ondertussen geeft Lugo Voight een ultimatum wat betreft Lindsay, wat hem meteen doet besluiten om een deal te maken met de FBI. Halstead wil Lindsay een aanzoek doen om te trouwen, maar voordat hij dit kan doen accepteert zij en baan bij de FBI in New York. |            |                                      |                      |                                  | |                   |  |